# Angelotto Fosco
Angelotto Fosco (né en 1378 à Rome, capitale de l'Italie, alors des États pontificaux, et assassiné à Rome le 12 septembre 1444 par un voleur) est un cardinal italien du XVe siècle.

## Biographie
Fosco est chanoine à la basilique du Latran. En 1418 il est nommé évêque d'Anagni et il est transféré à Cava en 1426. Fosco est un ami du cardinal Gabriel Condulmer, le futur pape Eugène IV.
Le pape Eugène IV le crée cardinal lors du consistoire du 19 septembre 1431. Le cardinal Fosco est légat du pape au concile de Bâle et au concile de Ferrare. En 1437 il est nommé archiprêtre de la basilique du Latran et camerlingue du Sacré Collège.